# Artur Teglund
Gustaf Artur Teglund, född 1899 i Luleå, död 2 februari 1969, var en ingenjör som var teknisk chef på Gustavsbergs porslinsfabrik 1946–1967. 
Teglund växte upp i Umeå och präglades av familjens djupa religiositet. Han flyttade till Stockholm och arbetade på Bolinders och sedan på Liljeholmens kabelfabrik som arbetsstudiechef. Artur Teglund efterträdde Eugen Altman som teknisk chef på Gustavsbergs Fabriker. Han värvades från Liljeholmens kabelfabrik av Hjalmar Olson som tog i kontakt honom i samband med en skidtävling.